# Molly Van Nostrand
Molly Van Nostrand (* 12. März 1965) ist eine ehemalige US-amerikanische Tennisspielerin.

## Karriere
Zwischen 1981 und 1989 nahm sie an Grand-Slam-Turnieren teil. Im Einzel und Doppel erreichte sie einmal das Viertelfinale. Auf der WTA Tour stand sie zweimal in einem Endspiel, die sie aber verlor.

## Persönliches
Am 22. Juli 1994 heiratete sie Carl Demarest Rice. Ihr älterer Bruder John Van Nostrand war ebenfalls Tennisprofi.

## Finalteilnahmen

### Einzel
| Nr. | Datum           | Turnier | Kategorie | Belag     | Turniersiegerin | Ergebnis |
| --- | --------------- | ------- | --------- | --------- | --------------- | -------- |
| 1.  | 24. August 1986 | Mahwah  | WTA       | Hartplatz | Steffi Graf     | 5:7, 1:6 |

### Doppel
| Nr. | Datum     | Turnier      | Kategorie | Belag           | Partnerin       | Siegerinnen                   | Ergebnis |
| --- | --------- | ------------ | --------- | --------------- | --------------- | ----------------------------- | -------- |
| 1.  | März 1985 | Indianapolis | WTA       | Teppich (Halle) | Jennifer Mundel | Elise Burgin Kathleen Horvath | 4:6, 1:6 |